# Harry Langdon
Pour les articles homonymes, voir Langdon et Harry.
Harry L. Langdon, né le 15 juin 1884 à Council Bluffs, dans l'Iowa et mort le 22 décembre 1944 à Los Angeles, en Californie, est un acteur, producteur et scénariste américain.
Langdon connut une gloire très brève, mais se hissa au sommet de son art grâce à trois films : Plein les bottes (1926), L'Athlète incomplet (1926) et Sa dernière culotte (1927).

## Biographie

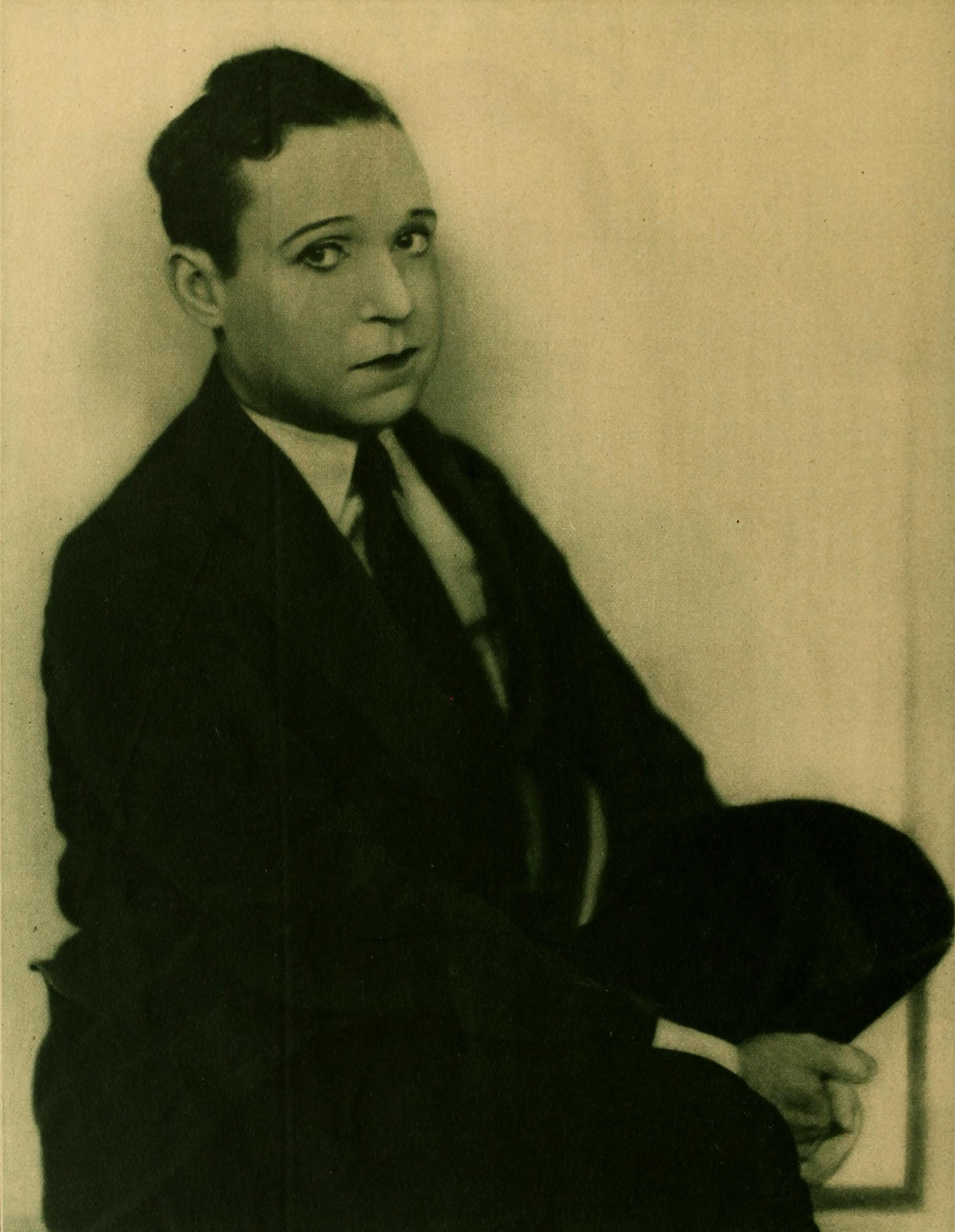
Harry Langdon dans Motion Picture Classic en 1926.

Fils d'un officier de l'Armée du salut, Harry monte sur les planches du music-hall à 10 ans. Après d'innombrables tournées dans les cirques et les théâtres burlesques, en 1903 il écrit un numéro comique intitulé Johnny et sa nouvelle voiture, qui le fera vivre tant bien que mal pendant près de 20 ans, jusqu'à la rencontre de Mack Sennett. Celui-ci filme son numéro, ce qui lui vaut le succès (à près de 40 ans). Après d’innombrables apparitions dans des courts-métrages muets, il fonde, en 1926, sa maison de production. Cette même année, il rencontre Harry Edwards et Frank Capra, qui le font jouer dans trois films : Plein les bottes, L'Athlète incomplet et Sa dernière culotte. Ces trois succès font de lui, en 1927, l'une des plus grandes vedettes d'Hollywood. Mais cette gloire est de courte durée : il renvoie un à un tous ses collaborateurs pour écrire, diriger, interpréter ses films à l'instar de Chaplin. Ses mauvais choix et trois échecs financiers retentissants éloignent son public.
Dès 1929 il devra travailler comme acteur de complément jusqu'à la fin de sa vie. Comédien déchu, il collabore parfois au scénario de certains films (Têtes de pioche).
De tous les grands comiques américains, Langdon fut sans doute le plus malchanceux et le plus méconnu. Son art burlesque est celui d'un personnage perpétuellement inadapté, névrosé, à la limite du pathétique. Au cours de sa carrière, il apparaîtra dans 95 films de 1924 à 1944.
Harry Langdon décède d'une hémorragie cérébrale le 22 décembre 1944 à Los Angeles, en Californie.

## Vie privée
Sa vie privée fut elle aussi mouvementée. Il se maria à trois reprises :
- Rose Francis Mensolf (1882-1962), de 1903 à 1929 ;
- Helen Walton, de 1929 à 1932 ;
- Mabel Sheldon (1906-2001), de 1934 au 22 décembre 1944. Ils eurent un enfant.

## Style adopté

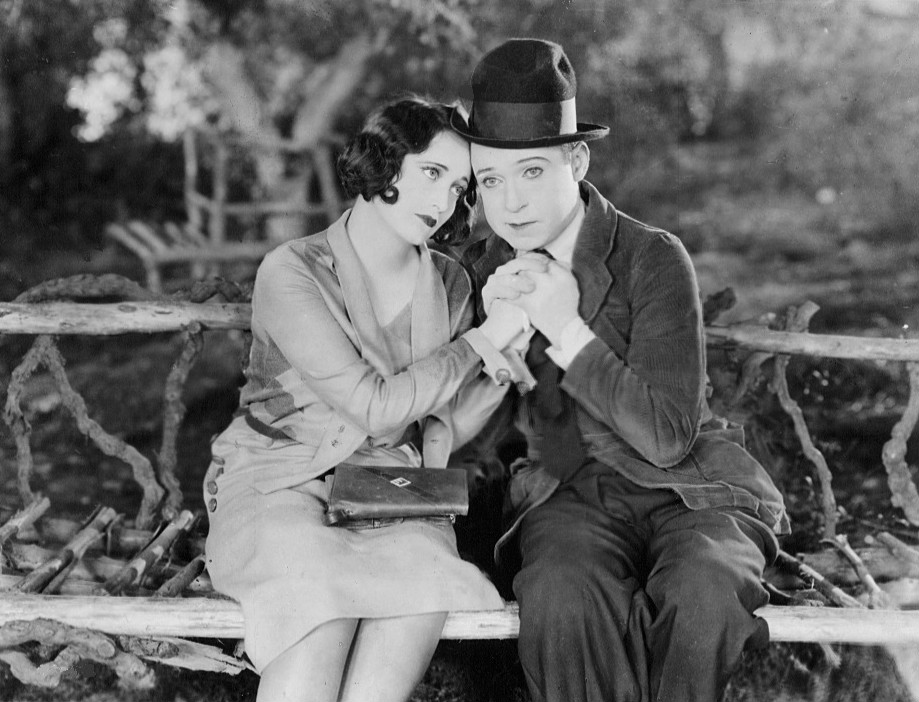
Harry Langdon avec Joan Crawford dans Plein les bottes (1926)

Le personnage qu'incarne Langdon est celui d'un Pierrot lunaire, rêveur et innocent, qui fait face aux problèmes grâce à une confiance aveugle.

## Filmographie

### En tant qu'acteur

#### Années 1920
- 1924 : Picking Peaches d'Erle C. Kenton (court-métrage) : un vendeur de chaussure
- 1924 : Smile Please de Roy Del Ruth (court-métrage) : le héros
- 1924 : Scarem Much de Del Lord (court-métrage) Extra (non crédité)
- 1924 : Shanghaied Lovers de Roy Del Ruth (court-métrage) : un marin au long cours
- 1924 : Flickering Youth d'Erle C. Kenton (court-métrage)
- 1924 : The Cat's Meow (en) de Roy Del Ruth (court-métrage)
- 1924 : His New Mamma de Roy Del Ruth (court-métrage) : un garçon de ferme
- 1924 : The First 100 Years de F. Richard Jones (court-métrage) A Newly-Wed
- 1924 : The Luck o' the Foolish (en) de Harry Edwards (court-métrage) : le garçon
- 1924 : The Hansom Cabman (en) de Harry Edwards (court-métrage) : Harry Doolittle
- 1924 : All Night Long de Harry Edwards (court-métrage) : Harry Hall
- 1924 : Feet of Mud de Harry Edwards (court-métrage) : Harry Holdem
- 1925 : The Sea Squawk de Harry Edwards (court-métrage) : un immigrant
- 1925 : His Marriage Wow de Harry Edwards (court-métrage) : le groom, Harold Hope
- 1925 : Boobs in the Wood (en) de Harry Edwards (court-métrage) : Chester Winfield
- 1925 : Giddap de Del Lord (court-métrage) : caméo (non crédité) (non confirmé)
- 1925 : Plain Clothes de Harry Edwards (court-métrage) : le garçon
- 1925 : Remember When? de Harry Edwards (court-métrage) :Harry Hudson
- 1925 : Horace Greeley, Jr. d'Alfred J. Goulding (court-métrage)
- 1925 : The White Wing's Bride d'Alfred J. Goulding (court-métrage)
- 1925 : Lucky Stars de Harry Edwards (court-métrage) : Harry Lamb
- 1925 : There He Goes de Harry Edwards (court-métrage)
- 1926 : Saturday Afternoon de Harry Edwards (court-métrage) : Harry Higgins
- 1926 : Plein les bottes (Tramp, Tramp, Tramp) de Harry Edwards : Harry Logan
- 1926 : Soldier Man de Harry Edwards (court-métrage) : le Soldat/King Strudel
- 1926 : Si tu vois ma nièce (Ella Cinders) de Alfred E. Green : Harry Langdon (non crédité)
- 1926 : L'Athlète incomplet (The Strong Man) de Frank Capra : Paul Bergot
- 1927 : Sa dernière culotte (Long Pants) de Frank Capra : Harry Shelby
- 1927 : Premier Amour (en) (His First Flame) de Harry Edwards : Harry Howells
- 1927 : Papa d'un jour (Three's a Crowd) de Harry Langdon : le vieil ami
- 1927 : Fiddlesticks de Harry Edwards (court-métrage) Harry Hogan
- 1928 : The Chaser de Harry Langdon : le mari
- 1928 : Heart Trouble (en) de Harry Langdon : Harry Van Housen
- 1929 : Hotter Than Hot de Lewis R. Foster (court-métrage)
- 1929 : Sky Boy de Charley Rogers (court-métrage)
- 1929 : Skirt Shy de Charley Rogers (court-métrage) Dobbs, le valet

#### Années 1930
- 1930 : ¡Pobre infeliz! (court-métrage)
- 1930 : La estación de gasolina (court-métrage)
- 1930 : The Head Guy de Fred Guiol (court-métrage) : Harry, chef de gare
- 1930 : The Fighting Parson de Fred Guiol et Charley Rogers (court-métrage) : le joueur de banjo
- 1930 : The Big Kick de Warren Doane (court-métrage) : Harry
- 1930 : The Shrimp de Charley Rogers (court-métrage) : Harry
- 1930 : The King de James W. Horne (court-métrage) : The King
- 1930 : A Soldier's Plaything de Michael Curtiz : Tim
- 1930 :  L'Amérique a soif (See America Thirst) de William J. Craft : Wally
- 1932 : The Big Flash d'Arvid E. Gillstrom (court-métrage) : Harry
- 1933 : Tired Feet d'Arvid E. Gillstrom (court-métrage)
- 1933 : Leave It to Dad de Harry Edwards (court-métrage)
- 1933 : Je suis un vagabond (Hallelujah I'm a Bum) de Lewis Milestone : Egghead
- 1933 : The Hitchhiker d'Arvid E. Gillstrom (court-métrage) : l'auto-stoppeur
- 1933 : Knight Duty d'Arvid E. Gillstrom (court-métrage) : Harry
- 1933 : Tied for Life d'Arvid E. Gillstrom (court-métrage) The Groom
- 1933 : Marriage Humor de Harry Edwards (court-métrage)
- 1933 : Hooks and Jabs d'Arvid E. Gillstrom (court-métrage)
- 1933 : The Stage Hand de Harry Langdon (court-métrage) : Harry
- 1933 : My Weakness de David Butler : Dan Cupid
- 1933 : On Ice d'Arvid E. Gillstrom (court-métrage)
- 1933 : Roaming Romeo d'Arvid E. Gillstrom (court-métrage)
- 1934 : Trimmed in Furs de Charles Lamont (court-métrage) : chauffeur de taxi
- 1934 : Circus Hoodoo d'Arvid E. Gillstrom (court-métrage)
- 1934 : Petting Preferred d'Arvid E. Gillstrom (court-métrage)
- 1934 : Counsel on De Fence d'Arthur Ripley (court-métrage) : Darrow Langdon
- 1934 : Shivers d'Arthur Ripley (court-métrage) : Ichabod Somerset Crop
- 1935 : His Bridal Sweet d'Alfred J. Goulding (court-métrage) : Harry Langdon
- 1935 : Love, Honor and Obey (The Law!) de Leigh Jason (court-métrage) : Harry
- 1935 : The Leather Necker d'Arthur Ripley (court-métrage)
- 1935 : Atlantic Adventure (en) d'Albert S. Rogell : Snapper
- 1935 : His Marriage Mix-up de Jack White (court-métrage)
- 1935 : I Don't Remember de Jack White (court-métrage)
- 1938 : Stardust (en) de Melville W. Brown : Otto Schultz
- 1938 : Sue My Lawyer de Jules White (court-métrage)
- 1938 : La Pauvre Millionnaire (There Goes My Heart) de Norman Z. McLeod : un ministre (non crédité)
- 1938 : A Doggone Mixup de Charles Lamont (court-métrage) : Harry Langdon
- 1939 : Deux Bons Copains (Zenobia) de Gordon Douglas : Professeur McCrackle

#### Années 1940
- 1940 Goodness, a Ghost de Harry D'Arcy (court-métrage)
- 1940 Cold Turkey de Del Lord (court-métrage) Harry Langdon
- 1940 Misbehaving Husbands de William Beaudine : Henry Butler
- 1941 : Le Collège en folie (All-American Co-Ed) de LeRoy Prinz : Hap Holden
- 1941 Double Trouble (en) de William West : Albert 'Bert' Prattle
- 1942 What Makes Lizzy Dizzy? de Jules White (court-métrage) : Harry
- 1942 House of Errors (en) de Bernard B. Ray : Bert
- 1942 Tireman, Spare My Tires de Jules White (court-métrage) : Harry Langdon
- 1942 Beautiful Clothes de Josef Berne (court-métrage) : Stooge
- 1942 Carry Harry de Harry Edwards (court-métrage) : Harry
- 1942 Piano Mooner de Harry Edwards (court-métrage)
- 1943 A Blitz on the Fritz de Jules White (court-métrage) : Egbert Slipp
- 1943 Blonde and Groom de Harry Edwards (court-métrage) : Harry
- 1943 Here Comes Mr. Zerk de Jules White (court-métrage) : Egbert Slipp
- 1943 Spotlight Revue (en) de William Beaudine : Oscar
- 1944 To Heir Is Human de Harold Godsoe (court-métrage) : Harry Fenner
- 1944 Defective Detectives de Harry Edwards (court-métrage)
- 1944 Hot Rhythm (en) de William Beaudine : Mr. Whiffle
- 1944 Mopey Dope de Del Lord (court-métrage)
- 1944 Block Busters (en) Wallace Fox : Higgins
- 1945 Snooper Service de Harry Edwards (court-métrage)
- 1945 Pistol Packin' Nitwits de Harry Edwards (court-métrage) : Harry
- 1945 Swingin' on a Rainbow (en) de William Beaudine : Chester Willouby

### En tant que scénariste
- 1926 Plein les bottes (Tramp, Tramp, Tramp) de Harry Edwards (histoire - non crédité)
- 1927 Papa d'un jour (Three's a Crowd) (non crédité)
- 1928 The Chaser (non crédité)
- 1928 Heart Trouble
- 1933 The Stage Hand (court-métrage)
- 1938 Têtes de pioche (Block-Heads) de John G. Blystone (scénario / histoire)
- 1938 Sue My Lawyer de Jules White (court-métrage) (histoire)
- 1939 Laurel et Hardy conscrits (The Flying Deuces) de A. Edward Sutherland (histoire originale et scénario)
- 1940 Les As d'Oxford (A Chump at Oxford) de Alfred J. Goulding (histoire originale et scénario)
- 1940 Goodness, a Ghost de Harry D'Arcy (court-métrage)
- 1940 En croisière (Saps at Sea) de Gordon Douglas (histoire originale et scénario)
- 1941 Histoire de fous (Road Show) de Hal Roach
- 1942 House of Errors (en) de Bernard B. Ray (histoire)
- 1942 Piano Mooner de Harry Edwards (court-métrage)
- 1943 Blonde and Groom de Harry Edwards (court-métrage)
- 1945 Pistol Packin' Nitwits de Harry Edwards (court-métrage) (histoire)

### En tant que réalisateur
- 1927 Papa d'un jour (Three's a Crowd)
- 1928 The Chaser
- 1928 Heart Trouble
- 1933 The Stage Hand (court-métrage)
- 1936 Wise Guys

## Distinctions
Il possède une étoile sur le Walk of Fame d'Hollywood.

## Vidéothèque
Harry Langdon, Le Pierrot du burlesque, Lobster Films, 2016, Coffret DVD Kings Of Comedy (films de Mack Sennett, Harry Langdon, Larry Semon, Harold Lloyd, Snub Pollard).